# Medulina
En la mitología clásica Medulina (Μεδουλλίνα) era la hija de Aruncites o Aruntio. Este se había burlado de la fiesta Bacanalia, de Roma, y entonces Baco le inspiró una embriaguez bochornosa, durante la cual atentó contra el pudor de Medulina, que castigó la indignidad, matándolo.